# Heimliche Küsse – Verliebt in ein Sex-Symbol
Heimliche Küsse – Verliebt in ein Sex-Symbol ist eine deutsche Komödie aus dem Jahr 2000, bei dem Alexandra Neldel und Jürgen Lehmann die Hauptrollen übernahmen. Die Premiere fand am 22. März 2000 auf RTL statt. Am 9. Oktober 2008 erschien der Film auch auf DVD. Gedreht wurde in Berlin.

## Handlung
Alex Schröder arbeitet als Hotelangestellte, seitdem ihre Eltern bei einem Unfall gestorben waren. Ihre Schwester sitzt seitdem im Rollstuhl. Als sich eines Tages die Boyband Private Affair im Hotel niederlässt, verliebt sich Alex sofort in den Frontmann Tom Meurer. Er verliebt sich auf den ersten Blick in Alex, jedoch verpflichtet ihn sein Vertrag mit seiner Plattenfirma, solo zu bleiben. Beide beschließen, sich immer heimlich zu treffen. Doch die Paparazzi sind ihnen ständig auf den Fersen. Später kommt es so, wie sich es beide vorgestellt haben. Ihre Beziehung ist nun in der Öffentlichkeit publik gemacht wurden, wodurch Konflikte zwischen den Bandmitgliedern und Streitereien der Fans für große Probleme sorgen. Schließlich trennen sie sich, jedoch kann Tom seine große Liebe nicht vergessen.

## Rezeption
Bernd Hellweg von DigitalVD vergibt eine negative Bewertung zum Film, denn vor allem das Drehbuch scheint „Sondermüll“ zu sein. „Manche Drehbuch-Einfälle sollte man unter normalen Umständen als Sondermüll entsorgen müssen. Doch bei RTL kann man es damit zum „Großen TV-Roman“ bringen. Mit [diesem Film] hat RTL … ausprobiert, wie man Stoff und Personal aus „Gute Zeiten, schlechte Zeiten“ ins TV-Movie herüberholt. …“
Auch prisma beurteilt negativ und sagt: „Das ist nicht nur unglaubwürdig, sondern auch schlecht inszeniert und gespielt.“